# 刘安上
刘安上（1069年—1128年），字元礼，永嘉县人，北宋文人、官員。

## 生平
生于熙宁二年，與從兄劉安節齊名，学者称之为“二刘”。早年偕刘安节、妹夫戴述入太学读书，在太學與许景衡、周行己、戴述、赵霄、张辉等同称“永嘉元丰九先生”。
紹聖四年（1097年）進士及第，授监察御史, 迁殿中侍御史。政和二年，除徽猷阁待制，知寿州、婺州。六年，知舒州，奉祠，提举鸿庆宫。宣和三年，再除知寿春府。靖康元年退休，晚年居南郭，建炎二年正月，卒於家。

## 作品
有詩五百首，制诰、杂文三十卷，作品多佚，清人孙诒让合刻刘安节、安上之文为《二刘文集》。四庫全書本《給事集》五巻。